# Сулиоти, Элена
Элена Сулио́ти (греч. Έλενα Σουλιώτη, в англо/испано язычной литературе Suliotis или  Souliotis, в русской музыкальной литературе Елена Сулиотис, Афины 28 мая 1943 года — Флоренция 4 декабря 2004 года) — греко-аргентинская оперная певица (сопрано). В начале своей головокружительной карьеры именовалась «Новая Каллас». Несмотря на то, что её оперная карьера продолжалась всего около десяти лет, а период расцвета её голоса длился чуть более пяти первых лет карьеры, Элена Сулиоти заняла заметное место в ряду выдающихся певиц второй половины XX века.

## Биография
Элена Сулиоти родилась в греко-русской семье в Афинах, в период тройной, германо-итало-болгарской, оккупации Греции. Через четыре года после освобождения Греции, в 1948 году, семья переехала в Буэнос-Айрес, Аргентина, где Сулиоти и выросла. Первоначально она хотела стать инженером-химиком, как и её отец, но вскоре обратилась к музыке.
В 19 лет и завершив начальное музыкальное образование, она обосновалась в итальянском Милане, где получала уроки у знаменитой каталонской сопрано Льопарт, Мерседес. Двумя годами позже она дебютировала в роли Сантуццы в опере Сельская честь (Неаполь 1964), получив восторженные отзывы критики. Последовал творческий период, в течение которого она исполнила роли некоторых из наиболее важных героинь оперного репертуара и, одновременно, записала на винил большой ряд дисков, которые сегодня считаются классическими у оперной аудитории.
Однако многочисленные и трудные для её молодого возраста роли, интенсивная работа и невероятно частые гастроли стали помехой для её последующей карьеры, поскольку не давали её голосу время для отдыха и естественного зрелого развития. К примеру, она неоднократно выступала в роли Абигайль в опере Набукко — роли считаемой «убийцей» для сопрано, в такой степени, что Мария Каллас которая попробовала её раз в 1949 году, с тех пор избегала её «как дьявол ладан».
Примером её невероятно загруженной программы служат её выступления в 1966 году: Она начала «Аидой в Мантуе и Силой судьбы в Неаполе, продолжила Трубадуром в Генуе, Луизой Миллер во Флоренции, Набукко в Лиссабоне, Бал-маскараде в Мадриде и Буэнос-Айресе, снова Аида в Мехико, Джоконда в Чикаго и Анна Болейн в Нью-Йорке, и завершила год с Набукко в миланской Ла Скала. Восемь различных главных ролей за одиннадцать месяцев, изнурительная программа оперной певицы, тем более для певицы возраста 23 лет».
Первым негативным результатом этой гонки стала постановка «Нормы» в 1967 году в нью-йоркском Карнеги-холл, когда публика почувствовала фальшь в исполнении главных ролей и освистала исполнителей, в результате чего представление было прервано. Мария Каллас, находившаяся в зале, поспешила за кулисы чтобы поддержать свою соотечественницу и убедила её продолжить представление. Сулиоти вновь вышла на сцену, исполнение на этот раз было исключительно отличным и публика, которая перед этим освистала её, приняла её исполнение с восторгом.
Она представила свою «Норму» в следующем, 1968 году, на родине, в Афинах, в древнем амфитеатре Одеон Герода Аттика.Однако интенсивная программа продолжалась и в результате голос Сулиоти стал постепенно терять свою точность и стабильность. В 1972 году, после восьми триумфальных лет, она была освистана исполняя роль Абигайль в Ковент-Гардене Лондона.
В 1974 году она оставила сцену, в возрасте всего лишь 31 лет — в возрасте когда большинство сопрано только получают свою начальную известность. Она вновь появилась в менее требовательных ролях в конце 70-х годов и продолжила свои редкие выступления до 2000 года, но предпочитала более проводить своё время на вилле, которую она приобрела во Флоренции.
Прощальным спектаклем Сулиотис стало выступление в партии Графини в «Пиковой даме» на сцене Штутгартской оперы в 2000 год
Элена Сулиоти умерла во Флоренции 4 декабря 2004 года от инфаркта миокарда.
Была замужем за пианистом Марчело Гуэрини, с которым разошлась. У четы родилась дочь, Барбара (род. 1981).